# Каналето (Маса-Карара)
Каналето је насеље у Италији у округу Маса-Карара, региону Тоскана.
Према процени из 2011. у насељу је живело 190 становника. Насеље се налази на надморској висини од 202 м.